# Sipanea ayangannensis
Sipanea ayangannensis är en måreväxtart som beskrevs av Julian Alfred Steyermark. Sipanea ayangannensis ingår i släktet Sipanea och familjen måreväxter.
Artens utbredningsområde är Guyana. Inga underarter finns listade i Catalogue of Life.